# Коадут
Коаду́т (фр. Coadout, брет. Koadoud) — коммуна во Франции, находится в регионе Бретань. Департамент — Кот-д’Армор. Входит в состав кантона Каллак. Округ коммуны — Генган.
Код INSEE коммуны — 22040.

## География
Коммуна расположена приблизительно в 410 км к западу от Парижа, в 120 км западнее Ренна, в 32 км к западу от Сен-Бриё.
Вдоль северо-восточной границы коммуны протекает река Триё (фр. Trieux).

## Население
Население коммуны на 2016 год составляло 581 человек.
| 1962 | 1968 | 1975 | 1982 | 1990 | 1999 | 2008 | 2016 |
| ---- | ---- | ---- | ---- | ---- | ---- | ---- | ---- |
| 369  | 331  | 299  | 401  | 483  | 497  | 517  | 581  |

## Администрация
| Период | Период | Фамилия           | Партия                  | Примечания |
| ------ | ------ | ----------------- | ----------------------- | ---------- |
| 2001   | 2012   | Ивон Филипп       | Социалистическая партия |            |
| 2014   |        | Жан-Пьер Джунтини | Социалистическая партия | пенсионер  |

## Экономика
В 2007 году среди 343 человек в трудоспособном возрасте (15—64 лет) 237 были экономически активными, 106 — неактивными (показатель активности — 69,1 %, в 1999 году было 75,2 %). Из 237 активных работали 210 человек (115 мужчин и 95 женщин), безработных было 27 (16 мужчин и 11 женщин). Среди 106 неактивных 34 человека были учениками или студентами, 43 — пенсионерами, 29 были неактивными по другим причинам.

## Фотогалерея
- Церковь Сент-Ильтю
- Церковь Сент-Ильтю
- Карта коммуны